# Metaksurjio (stacja metra)
Metaksurjio (gr: Μεταξουργείο) – stacja metra ateńskiego na linii 2 (czerwonej). Została otwarta 28 stycznia 2000. Obsługuje obszar Metaksurjio, na zachód od placu Omonia.